# مروان بودي
مروان مرزوق بودي، هو رجل أعمال كويتي ويشغل حاليًا منصب نائب رئيس مجلس إدارة شركة بودي ورئيس مجلس إدارة طيران الجزيرة. تدير شركة بودي العديد من الشركات في الكويت مثل طيران الجزيرة، وسيتي باص وغو سيتي [الإنجليزية] وشركة إسمنت الهلال وشركة مجموعة الراي الإعلامية وغيرها.
بدأ العمل مع شركة بوداي في عام 1995. صنفته مجلة فوربس من بين أقوى قادة السياحة والسفر الخمسين في الشرق الأوسط.

## الملاحظات
1. ↑  55.61%[4]
2. ↑  92.26 %[4]
3. ↑  84.88 %[4]